# 黄寿祺
黄寿祺（1912年9月—1990年7月28日），字之六，号六庵，男，福建霞浦人，中国易学专家，曾任福建师范大学教授、副校长。

## 生平
黄寿祺是霞浦县盐田人，祖籍宁德县石堂村（今宁德市蕉城区虎贝乡文峰村），民国元年生于清末秀才家庭。

### 教育经历
民国十七年（1928年）毕业于福建省立第三中学，考入福州第一高级中学。在中学念书时受老师影响，对地方文献和桐城派古文发生兴趣，以大部分课余时间学习中国古典文学和哲学。次年赴北平考入中国大学文科预科，民国24年（1935年）毕业。

### 抗日戰爭前
1935年秋，回乡任县立简易乡村师范学校（今霞浦一中）教导主任兼文史教员，因表扬进步学生陈子英批评时任县长张灿的作文，激怒县长，被枉加罪名，下令学校解聘。后复返北平，担任嵩云中学国文教员。

### 抗日战争时期
民国25年8月，国民革命军第二十九军将领宋哲元考选北平、天津、保定各大学毕业生，培养抗日干部。他报名投考，录取后到南苑受军训4个月，期间，还为训练班主任佟麟阁副军长讲解《周易》的哲学原理。受训毕，分配在冀察绥署参谋处当文职人员，期间先后3次写信与业师尚秉和讨论《周易》。后苏联科学院院士舒茨基博士，以黄、尚论答《周易》书函合称《与尚节之先生论易三书》，收入所著《变化的书》作为研究《周易》的参考文献目录。
民国26年发生七七事变，佟麟阁副军长抗日阵亡，二十九军南撤，他滞留北平，先在嵩云、燕冀两中学教古文，后应邀回中国大学国学系任讲师。时值日本东方文化事业委员会组织中日学者续修《四库全书提要》，尚秉和、吴承仕等受聘参加撰写。他在教学之余，协助吴、尚撰写外，还自写《易》类提要30篇，《礼》类提要60多篇，整理《易类提要目录》1册。民国29年，日本学者桥川时雄编撰的《中国文化界人物总鉴》，称他治《易》“精苦刻铭”。
民国30年冬返闽，先后在福建省立师范专科学校、国立海疆学校任副教授、教授兼国文科主任，讲授《左传》、《诗经》、《楚辞》、《庄子》、《史记》、《汉书》等专著及文字学、训诂学、历代散文选、诗歌选、词曲选、国文教材教法等10多门课程。

### 中华人民共和国时期
1950年秋，师专改福建师范学院，黄寿祺任中国语言文学系主任。1953年，中文系改设工作组，改任组长。1956年复系，再任系主任。1958年以来，因政治运动和研究古代文学研究中存在「左」的倾向，故他对学术著作颇有顾虑。
1963年10月1日，应邀参加天安门观礼，11月，参加中国科学院第四次扩大会议，受毛泽东、刘少奇、周恩来、朱德、邓小平等接见。“文革”期间，被停职审查，1970年2月下放周宁县农村。1972年秋，福建师院恢复，他调回学校，任教授兼中文系主任。1979年，升任副校长，兼硕士研究生导师。1981年7月1日加入中国共产党。
1990年春，他应邀赴美国考察，归来发现胃癌，同年7月28日病逝，终年78岁。

## 著作
著有《六庵诗选》、《易学群书平议》、《楚辞全译》、《周易译注》、《周易研究论文集》1-4辑（后三书系与人合著或合编）等专著和《从易传看孔子的教育思想》、《论易学之门庭》等专稿。

## 故居
黄寿祺的故居位于霞浦县盐田畲族乡中街，建于清咸丰甲寅年（1854年），房屋坐北朝南，是一座占地697.5平方米，建筑面积585.9平方米的传统民居。